# Morten Løkkegaard

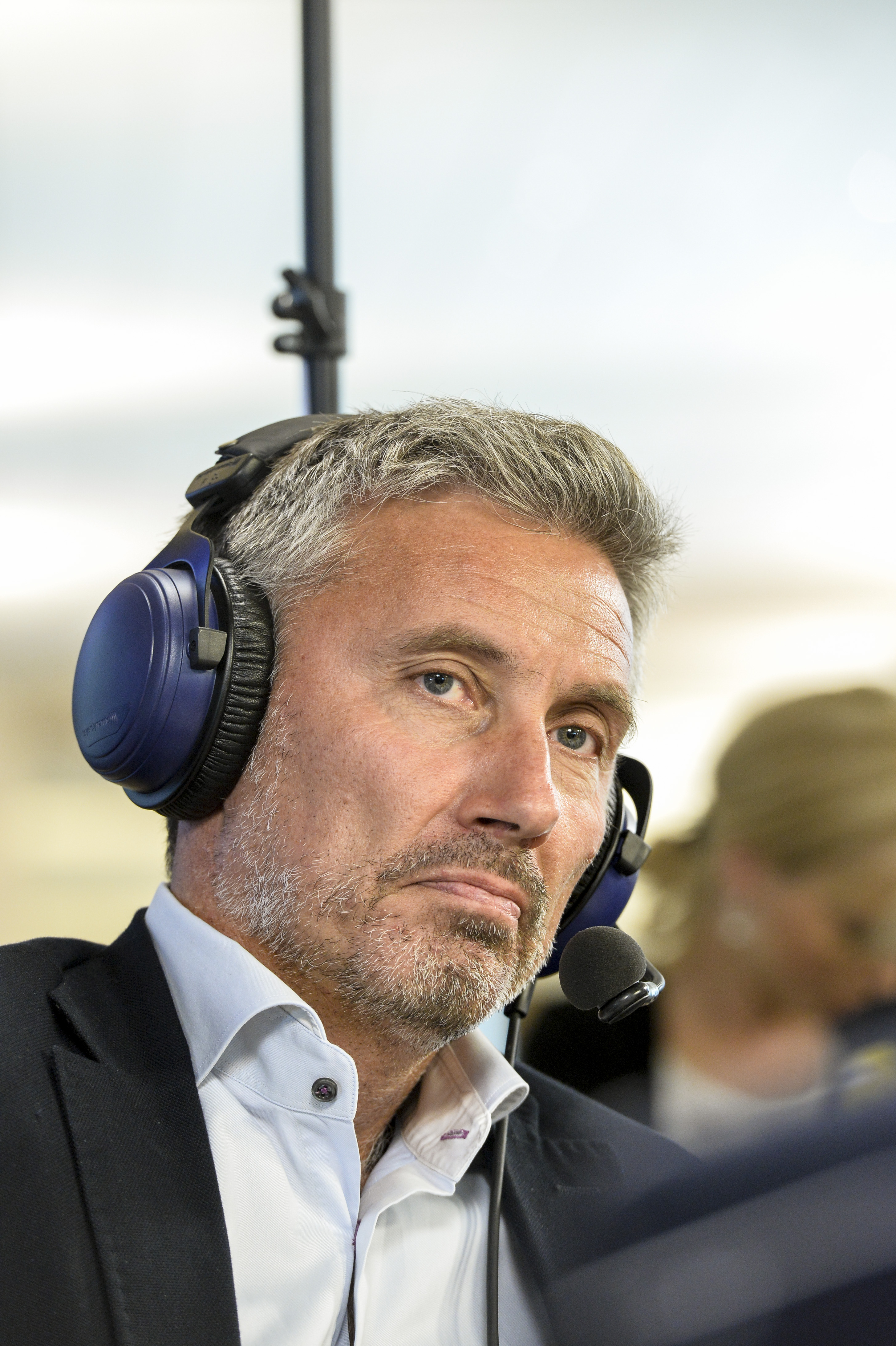
Morten Løkkegaard in 2013

Morten Løkkegaard (Helsingør, 20 december 1964) is een Deense televisiepresentator en politicus.
Løkkegaard werkte in 1990-2005 bij Danmarks Radio, eerst als politiek verslaggever, vanaf 1996 als nieuwslezer. Later was hij gastheer van een programma op de particuliere tv-zender Kanal 5.
Løkkegaard was van 14 juli 2009 t/m 30 juni 2014 lid van het Europees Parlement voor de partij Venstre. Bij de verkiezingen voor het Europees Parlements in 2014 werd hij niet herkozen. Op 3 maart 2016 werd hij wederom lid van het Europees parlement na het aftreden van Ulla Tørnæs.
- Virtual International Authority File: 310152865639704940009